# Histoire de la langue française
Le français est une langue romane. Elle est parlée en France, en Belgique, au Canada, au Luxembourg, en Suisse et dans 51 autres pays, principalement en Afrique, qui pour la plupart ont fait partie de l’ancien empire colonial français, ainsi que la République démocratique du Congo, ancien Congo belge.
Issu de l’évolution du bas latin et du latin vulgaire vers le gallo-roman au cours du premier millénaire de l'ère chrétienne, le français, langue royale, devient une langue juridique et administrative avec l’ordonnance de Villers-Cotterêts en 1539. Par la suite le français, toujours autour du noyau parisien, se diffusera en France, en Europe et dans le monde. S’ensuit une longue réforme de la langue promue par les académiciens, pour la régulariser et y réintroduire des vocables latins. Le français classique des XVIe et XVIIe siècles devient le français moderne du XVIIIe siècle, langue véhiculaire de l’Europe. Avec la colonisation, le français se répand en Amérique du Nord au XVIIe siècle, en Afrique au XIXe siècle, ce qui en fait une langue mondiale. Il perd toutefois en influence dans la seconde moitié du XXe siècle, au profit de l’anglais.
Claude Hagège distingue trois périodes de rayonnement du français : la période du Moyen Âge qui s'étend de la fin du XIe au début du XIVe siècle, la période qui s'étend du début du règne de Louis XIV à la fin du XVIIIe siècle, et la période allant de la fin du XIXe au début du XXe siècle.
Le terme « langue d'oïl », dans certains cas, peut être un synonyme de français.
La langue française a cette particularité que son développement a été en partie l’œuvre de groupes intellectuels, comme la Pléiade, ou d’institutions, comme l’Académie française. C’est une langue dite « académique » et non pas une langue Ausbau (ou « langue par élaboration ») . Toutefois, l’usage garde ses droits et nombreux sont ceux qui malaxèrent cette langue vivante, au premier rang desquels Molière : on parle d’ailleurs de la « langue de Molière ».
Devant la prolifération d'emprunts lexicaux à l'anglais, le gouvernement français tente de prendre des mesures pour protéger l'intégrité de la langue. Ainsi, le 7 janvier 1972, il promulgue le décret no 72-9 relatif à l’enrichissement de la langue française, prévoyant la création de commissions ministérielles de terminologie pour l’enrichissement du vocabulaire français. La loi Toubon de 1994 procède de la même préoccupation. Son décret d'application de 1996 a mis en place un dispositif coordonné d'enrichissement de la langue française.
Au Québec, l’Office québécois de la langue française s’occupe de réglementer l’usage de la langue française, elle-même protégée par la loi 101 du Québec. L'Office propose sur l'Internet son Grand Dictionnaire terminologique.

## DuIerauVesiècle: interactions entre latin vulgaire et langue gauloise
L’histoire de la langue française commence avec l’invasion de la Gaule par les armées romaines sous Jules César de 58 à 50 av. J.-C. On considère que la Gaule comptait alors environ 10 millions d’habitants, qui parlaient principalement la langue gauloise formée de dialectes celtes plus ou moins intercompréhensibles et formant un continuum linguistique.
Après la conquête, les soldats et les commerçants romains importent avec eux le sermo cotidianus, ou latin vulgaire. Malgré l'apparente similitude des deux langues (syntaxe, numération, morphologie), on ignore encore le degré de continuité entre le gaulois et le latin. Le latin fonctionne comme langue de l’écrit et de l’administration, tandis que le gaulois, de tradition orale puisqu’il ne s’écrivait que peu, continue d'avoir une fonction de langue d’échange dans les centres urbains qui ont connu un essor rapide sous les Romains et demeure postérieurement la langue quotidienne dans les milieux ruraux, notamment ceux éloignés des grands centres de romanisation que sont les villes et la Méditerranée.

### Le latin vulgaire
Le latin vulgaire se distingue du latin classique par le fréquent usage de la métaphore :
- manducare « mâchouiller » (> manger) au lieu du classique edere « manger » ; parabolare, dérivé de parabola « parole » (> parler) au lieu de loqui « parler », qui a lui-même remplacé fari.

par la simplification des formes morphosyntaxiques :
- les genres et cas voient une réduction progressive aux seuls nominatif et accusatif (alors qu'il y en a six en latin classique), la déclinaison du neutre est le plus souvent ramenée à celle du masculin, et des modèles de déclinaisons (3e, 4e et 5e déclinaisons) s’alignent sur les modèles les plus fréquents (1re et 2e déclinaisons).

Le latin vulgaire (ou latin populaire) voit l'apparition des formes verbales analytiques avec un futur de type venire habeo (vénire áio, d'où « je viendrai » en français, vindré en catalan ou vendré en espagnol), les formes passives de type amatus sum à valeur de présent (alors qu'en latin classique amatus sum a valeur de passé), et le passé de type habeo panem manducatum (áio pane manducatu, « j'ai du pain mangé », d'où le sens « j’ai mangé du pain »). Disparaissent le supin, le participe futur (morituri te salutant ne peut être traduit que par une périphrase en français moderne), et les infinitifs futur et parfait (amaturum esse, approximativement « être destiné à aimer », et amavisse, approximativement « avoir aimé », peuvent difficilement se traduire en français moderne). Les temps du passé du subjonctif se confondent et se réduisent.
Certains adverbes adoptent aussi des formes analytiques telles que *hanc hōra(m) « à cette heure » (d'où le français encore, le catalan encara et l'italien ancóra). Les adverbes sont formés par syntagme à l'aide de mente, par exemple bonā mente, devenu univerbé, d'où bonnement.
L'ordre des mots tend à se fixer. Cela est dû à la réduction des cas aux seuls nominatif et accusatif. En outre, au niveau phonétique, le -m final, marqueur de l'accusatif, disparaît dans la langue parlée (rosam prononcé [rosa, roza] se confond avec le nominatif rosa). Les prépositions progressent ainsi : ad pour marquer le datif ou l'accusatif (eo ad Roma(m) < eo Romam), de pour marquer le génitif. L'adjectif, l'épithète et le génitif se placent après le substantif (le nom commun). Le verbe prend une position médiane dans la phrase (et non finale, comme en latin classique).
On constate un enrichissement des phonèmes (sons, voyelles et consonnes) avec l'augmentation des phonèmes vocaliques (c'est-à-dire les voyelles telles qu'elles sont dites, plutôt qu'écrites). Cela provient du fait que le système « voyelles courtes/longues » du latin classique est remplacé en latin vulgaire par un système « voyelles ouvertes/fermées ». Ainsi [é] court devient [è], [é] long devient [é] court, tandis que [o] court devient « o ouvert » (comme dans « bonne »), et [o] long devient « o fermé » (comme dans « zone »). Par conséquent, certaines voyelles courtes disparaissent : caldus, syncope de calidus, d'où l'adjectif français chaud et le substantif espagnol caldo « bouillon ». Certaines diphtongues se réduisent : oru(m) < aurum « or ». Certaines voyelles longues simples se diphtonguent. Mais la diphtongaison n'est pas propre au latin vulgaire, puisque les voyelles longues ne se diphtongueront qu'à partir du IVe siècle ; on la rencontre néanmoins dans toute la Romania : français « pied », espagnol pie (<péde(m)). Ce phénomène sera davantage le fait de la Gaule à partir du VIe siècle. Les sons [v] et [z] apparaissent (vivere était prononcé [wiwere] en latin classique). Les consonnes sourdes intervocaliques se sonorisent : [vida] (< vita), [roza] (< rosa). Les consonnes affriquées apparaissent : [k] se palatise devant e et i devenant ainsi kʲ/tʲ puis [t͡ʃ] (en Italie) et [t͡s] (en Espagne et en Gaule), éventuellement sonorisé par lénition entre deux voyelles (en Gaule) : placēre « plaire », prononcé [plakʲerɛ], tardivement [plat͡serɛ], devenu [plajd͡zer] en gallo-roman, d'où enfin plaisir en ancien français et plazer en occitan moyen.
Les mutations lexicales du latin vulgaire tardif en France le distinguent aussi du latin classique.

### Lesubstratgaulois
Lors de la mise en place du pouvoir romain, la Gaule était peuplée d'une soixantaine de peuples gaulois qui parlaient le gaulois (ou de nombreuses variétés régionales sans doute mutuellement intelligibles car ayant un fond commun important). Après la conquête du pays en 51 av. J.-C., et au cours des siècles suivants, la langue des Romains (le latin vulgaire) ou à tout le moins leur terminologie fut peu à peu adoptée par tous, mais le bilinguisme dut être une réalité jusqu'à la fin du IVe siècle selon certains, ou du Ve siècle selon d'autres,.
- Le gallo-roman conserva quelques idiomatiques (oui < vfr. o il, soit « c'est ça ») et l'influence sur le vocabulaire fut certaine ; bien que plusieurs des mots gaulois démontrent beaucoup de similarité avec les vocables latins, il ne subsisterait en français moderne qu'environ 150 mots courants dont l'étymologie est typiquement d'origine gauloise, si on exclut les régionalismes et dialectismes, mais aussi les termes et expressions dont l'étymologie reste mal éclaircie et qui pourraient dans certains cas, s'expliquer par une action du substrat gaulois. Ex. : aveugle < bas-latin ab oculis (Ve ou VIe siècle) « sans yeux » présenté souvent, sans argument convaincant, comme un calque du grec, jusqu'à la découverte sur le Plomb de Chamalières du terme celtique exsops ayant précisément la même signification de « privé de vue » qu'ab oculis[7]. La numération vigésimale (par vingt, par ex. quatre-vingt-dix au lieu de nonante, vfr. deux vinz (= 40), set vinz (= 140), dis neuf vinz (= 380)) proviendrait du gaulois, car on la trouve aussi en breton et dans les autres langues celtiques, mais elle existe également en danois (langue germanique) et en basque (langue non indo-européenne). Le suffixe de localisation -(i)-acum, issu du gaulois -acon (< celtique commun -āko(n)), qui s'inscrit dans la toponymie, marque les territoires où le celtique a été parlé et il s'est souvent confondu avec le suffixe -etum, autre suffixe toponymique d'origine gauloise, car ils ont une signification proche et aboutissent parfois finalement tous deux aux finales -ey, -ay et ont une signification proche. -etum / -eta a aussi donné le suffixe collectif -aye> -aie toujours productif en français et qui sert à désigner un ensemble de végétaux (plantes, arbustes, arbres) appartenant à la même espèce (Chênaie, Saulaie, etc.). Quant à -(i)acum, il a permis de créer d'innombrables toponymes qui sont parvenus jusqu'à nous aujourd'hui sous diverses formes selon les régions : -ac (dans la partie sud de la France et en Bretagne) ou en -ay, -ai, -ey, -é ou -y (dans la partie nord et centrale de la France, en Suisse romande et en Belgique romane[8]), d'où les villes Cognac, Tournai, Cernay, Neuilly, Chaillé, etc. On trouve également de nombreux toponymes de types divers, mais dont l'étymologie est indiscutablement gauloise. L'influence du vocabulaire d'origine gauloise sur le gallo-roman se manifeste surtout par des mots attachés au terroir (tels que char/charrue, arpent, bâche, borne, alouette, bruyère, bouleau, chêne, if, druide, chemin, suie, caillou, galet, marne, etc.), aux produits qui intéressent peu le commerce romain (tels que ruche[9], mouton, crème, raie, tanche, vandoise, tonneau[10], jarret, etc.) ou aux toponymes (Voir toponymie française).
- L'action du substrat gaulois dans l'évolution phonétique du latin de Gaule est plus difficile à déterminer. Cependant elle est certaine, puisque attestée sur des inscriptions, pour l'évolution du groupe /pt/ et /ps/ qui se sont confondus avec /kt/ et /ks/, c'est-à-dire réduits à /xt, xs/ puis à /it, is/ (/i/ second élément d'une diphtongue). Exemple : capsa > *kaxsa > caisse ; captīvus > kaxtivus > vieux français chaitif > chétif[11]. La voyelle [y] (le « u » français, y du grec classique ou ü allemand) était présente en gaulois ou en gaulois belge, mais certains linguistes estiment que ce sont les Francs qui l'ont réintroduite en Gaule alors que pourtant le u est connu en occitan, franco-provençal, breton (la Bretagne a résisté à la colonisation franque et à son influence) et en Italie du Nord. Certaines évolutions phonétiques décrites comme aberrantes pourraient être liées à une action du substrat gaulois ; par ex. coudre, -ier « noisetier » < vfr. coldre (judéo-fr.) < *colurus (cfr. romanche coller), forme hybride composée du gaul. collos (cfr. bret. kollenn, gall. coll, irl. coill) et du lat. corylus.

Autres caractéristiques du gaulois :
- C'est une langue à déclinaisons et conjugaisons, avec un lexique riche en dérivations et compositions (suffixes, préfixes) :
  - Ver-cingeto-rix (« Roi-Suprême-des-Guerriers »).
- Présence de phonèmes étrangers au latin classique : l'affriquée [ts] parfois écrite par un đ barré (le français souche serait issu d'un gaulois *tsuccā)[12] ; présence de la voyelle [y].

La langue gauloise reste cependant mal connue, malgré un corpus croissant d'inscriptions découvertes lors de fouilles archéologiques, souvent de courtes phrases, des bribes d'expression, dont l'interprétation est malaisée. La connaissance de cette langue s'est enrichie de nombreuses publications sur les inscriptions, dans lesquelles ces dernières sont analysées de manière systématique. Il est possible que la mise au jour de nouvelles inscriptions en langue gauloise et leur analyse précise puissent encore expliquer certaines caractéristiques de la langue française jusqu'alors mal éclaircies ou encore non analysées de manière convaincante.

## DuVeauIXesiècle: le gallo-roman
Les siècles de la fin de l'antiquité au début du Moyen Âge sont essentiels pour comprendre la genèse du français qui va s'élaborer pendant cette longue période. Il se dégage peu à peu du latin vulgaire parlé en Gaule du nord par des altérations successives liées à des facteurs linguistiques « internes », mais aussi à d'autres plus « externes ». Même s'il n'existe pas de témoignages directs du gallo-roman, les linguistes le déduisent de formes bas latines et d'ancien français véritablement attestées ou non. Les étymons gallo-romans se notent généralement en petites capitales : latin classique TOTU > *TŌTTU (l'astérisque signifie que cette forme n'est pas attestée) > ancien français tot > français tout. L'étymon gallo-roman avec [t] géminé est postulé par le maintien de [t] dans la forme féminine tote > toute.

### Facteurs linguistiques internes de sa genèse
Il s'agit pour l'essentiel d'explications basées sur une interprétation structurale des évolutions phonétiques, morphologiques et syntaxiques.

#### Morphologie verbale
Le français présente à la première personne du pluriel (quatrième personne téléotonique) de la plupart des temps, une désinence -ons que seuls certains parlers rhétiques et de Haute-Italie partagent. L'ancien français avait conservé des héritiers de -ĀMUS. Lorsque cette désinence -ĀMUS était précédée d'une palatale, par exemple : HA(B)EĀMUS > aiiens « avons » ; VENIĀMUS > vegniens « venons », etc. Ce type laissa sa place à l'hybride -ions au XVe siècle. Il est la seule exception à la généralisation de -ons en français central, qui se substitue aux trois variantes -ĒMUS, -ĀMUS et -ĪMUS. L'origine de -ons n'a pas reçu d'explication qui fasse l'unanimité parmi les linguistes : certains y ont vu une influence de substrat gaulois, par comparaison par exemple avec la désinence équivalente en breton -om, -omp et à cause de son aire de diffusion dans d'anciennes zones de parler gaulois. Cependant, l'hypothèse d'une évolution interne motivée par des facteurs d'ordre structurel est tout aussi convaincante. En effet, -ons serait un doublet de -omes, issu lui de -UMUS dans la forme SUMUS > som(m)es, certes la forme sommes est aberrante, car on attendrait systématiquement sons, forme bien attestée. Les parlers de l'est conserveraient cet archaïsme puisqu'à la suite de som(m)es, ils offrent -omes (ex : chantomes), ce qui serait équivalent à sons d'où découle -ons (ex : chantons). Ce type d'alignement des formes par analogie est une donnée essentielle de l'évolution des langues. Cette généralisation s'effectue principalement par rapport à la forme qu'a le mot le plus fréquemment utilisé, c'est-à-dire dans ce cas précis le verbe être, dont la forme sons était certes plus rare que som(m)es, mais tout de même employée de manière récurrente dans la langue quotidienne par rapport aux autres verbes ayant primitivement d'autres désinences.

### Facteurs externes, linguistiques et non linguistiques
Les migrations des Germains à partir du Bas Empire provoquent en partie la chute de l'Empire romain en 476 et marquent traditionnellement la fin des évolutions phonétiques communes à l'ensemble de la Romania. La Gaule du Nord est principalement soumise à des tribus franques, si bien que le latin populaire et le vieux bas-francique cohabitent à partir du IIIe siècle à l'écart des zones frontalières avec les dialectes germaniques, et le colinguisme devient la règle. Les dialectes franciques n'ont pas pu prévaloir en raison de l'infériorité numérique (les soldats et chefs germains se mariant à des Gallo-Romains, leurs enfants tendent à privilégier la langue maternelle) et du prestige du latin. Néanmoins, et notamment du fait que les peuples germaniques forment les castes dominantes, le vieux bas-francique (et dans une moindre mesure les autres langues germaniques : l'alaman, le vieux haut allemand, le burgonde, le gotique) influe dès lors sur la langue romane (un peu comme l'influence sur le vieil anglais de la conquête normande). Le vieux francique encore appelé vieux bas francique (la langue des francs saliens) est une proto-langue, une langue reconstituée, puisqu'il n'existe pas de traces écrites alors que le vieux haut allemand (la langue des francs rhénans) est une langue attestée par de nombreuses traces écrites datant de 750 à 1050. Cependant, selon l'historien Karl Ubl (de) une partition entre Francs saliens (dialecte bas francique) et Francs rhénans (dialecte du vieux haut allemand) avait disparu au cours du Ve siècle, l'identité salienne n'avait plus de consistance à l’époque de Clovis.
Il resterait en français moderne plus de 1 000 mots de cette origine (voir Liste des mots français d'origine germanique (en)) ; cette langue aurait modifié le protofrançais dans sa prononciation et plus légèrement dans sa syntaxe. Les Francs des premiers siècles parlaient davantage le bas-francique tandis que les Francs de l'époque de Charlemagne parlaient davantage des variétés francique méridionales comme le montrent les Serments de Strasbourg.
C'est à la fois l’influence germanique et un substrat celtique plus important qui distinguent la langue d'oïl de la langue d'oc. Le picard, le wallon et le normand septentrional, ainsi que le bas-lorrain, le champenois et le bourguignon sont les langues néo-latines les plus germanisées,

alors que le français (francien) tend à se rapprocher du latin sous l'action des clercs et des érudits dès la fin du Moyen Âge et surtout à la Renaissance avec l'emprunt de nombreux mots au latin classique, mais aussi à l'italien. Au niveau graphique par exemple, le français moderne a cherché à éliminer les lettres k et w, jugées trop peu latines, alors que ces lettres furent employées couramment en ancien français (à comparer de La Chanson de Roland dans son texte original).
Parallèlement à l'emprunt néo-classique, les mots d'origine francique tendent à devenir moins nombreux :
- vfr. sen « sens » (abfrq. *sinnu ; cfr. néerl. zin, all. Sinn « sens » ; d'où assener, forcené), absorbé par sens (lat. sensus, à l'origine « faculté de bien juger, entendement, raison ») ;
- sur, -e (abfrq. *sūr, ancêtre du néerl. zuur) moins utilisé désormais qu’aigre ou acide.

Cependant, quelques mots d'origine germanique ont pénétré le français (et non pas le gallo-roman) de manière plus tardive, par le biais de langues mieux attestées et plus contemporaines telles que l'anglais, le néerlandais ou l'allemand : « boulevard » (XIVe siècle ; du moy. néerl. bolwerc), « échoppe » (XIIIe siècle ; du moy. néerl. schoppe), « nord »/« sud » (XIIe siècle ; du vieil anglais), « bâbord » / « tribord » (XVe siècle ; du moy. néerl. bakboord, stierboord), etc. La tendance à remplacer certains mots d'origine allemande s'est encore vérifiée de manière plus récente pour des raisons politiques compréhensibles, par exemple l'allemand heimatlos « sans patrie » remplacé dans les années 1930 par apatride, néologisme néo-classique, ou encore certains mots anglais d'apparence germanique comme walkman, évincé par baladeur, etc.
Avant le Ve siècle, de nombreux mots d'origine francique et gotique seraient entrés en latin antérieurement aux « grandes invasions » et principalement le gallo-roman. Dès le IIIe siècle notamment, des lètes germaniques s'installent en Gaule du Nord, d'autres sont en garnisons dans l'armée romaine aux frontières terrestres mais aussi maritimes de l'empire. Ainsi, par exemple, y avait-il de nombreux contacts entre Germains rhénans et Romains notamment en Gallia Belgica. Les Francs, en particulier, occupèrent de hautes fonctions dans l'administration romaine et dans l'armée, à l'origine de la dynastie mérovingienne entre autres. Avant les grandes invasions, les rapports entre Germains et Gallo-Romains sont tels que le Code théodosien (an 370) interdit les mariages mixtes et les édits d'Honorius (fin IVe-début Ve) interdisent le port du costume barbare en ville (manteau de fourrure, cheveux longs, pantalons). Le mot Francia lui-même, qui devait désigner probablement une zone imprécise en Belgique romaine, est une latinisation du francique Franko qui date du IIIe siècle (Franko, pour Franko(n) ; voir Franconie en français, Franken en allemand).
Du Ve au IXe siècle, en Gaule du Nord, le gallo-roman et le germanique cohabitent souvent. De même, la zone des parlers germaniques proprement dits s'étend vers le sud et l'ouest. La majeure partie de l'Alsace, une très grande partie de la Lorraine, la Flandre, le Boulonnais sont gagnés au germanique avant que celui-ci recule par endroits au Moyen Âge. Il se forme alors la frontière linguistique mosellane. Il était même de mode de donner aux enfants des prénoms germaniques, mode qui se perpétua, puisque la plupart des personnes au IXe siècle portent un prénom de cette origine (par exemple Gérard et Bernard, ce qui explique qu'aujourd'hui ces deux prénoms se situent respectivement au deuxième et troisième rang des patronymes les plus portés en France, en excluant les variantes régionales comme Girard, Guérard, Grard, Besnard, Bénard). Les Mérovingiens, puis les Carolingiens sont bilingues ou trilingues: Clovis parlait gallo-roman et vieux bas francique et écrivait en latin classique, Charlemagne parlait gallo-roman et vieux haut francique et écrivait en latin médiéval; Hugues Capet (Xe siècle) qui était de mère saxonne, semble avoir été le premier souverain de France à avoir eu besoin d'un interprète pour bien comprendre le francique ou certains de ses dialectes.
C'est le bilinguisme dans l'armée qui explique pourquoi les Serments de Strasbourg de 842 furent écrits en romana lingua et en teudisca lingua (teudisca, on rencontre aussi thiotisca et theodisca, de même racine que l'allemand deutsch, l'ancien français thiois et l'italien tedesco > « tudesque » (XVIIIe siècle) ; les alternances t/th et eu/eo/io reflètent des tentatives diverses de transcrire des sons absents de l'alphabet latin). On estime généralement que les Serments de Strasbourg sont le premier texte écrit en protofrançais. Cette romana lingua ne ressemble pas beaucoup au français moderne mais elle en est l'ancêtre. La première mention de l'existence d'une langue romane ne date que de 813, lors du concile de Tours, réuni à l'initiative de Charlemagne, qui impose désormais de prononcer les homélies dans les langues vulgaires au lieu du latin :
rusticam Romanam linguam aut Theodiscam, quo facilius cuncti possint intellegere quae dicuntur
« dans la langue romane de la campagne [forme de protofrançais nommée roman ou gallo-roman — pour l’actuelle France] ou dans la langue tudesque [tiesche langue en ancien français — pour l’actuelle Allemagne], afin que tous puissent plus facilement comprendre ce qui est dit »
C'est en effet à cette époque qu'en France on prend conscience qu'on parle une langue différente du latin, probablement parce que, de toutes les langues romanes, elle en est la plus éloignée. Il faut attendre entre 880 et 881 pour le premier texte littéraire, la Séquence de sainte Eulalie, encore que l'on puisse considérer que la langue de ce texte est plus du picard que de la langue d'oïl de Paris.

#### La substance du superstrat francique
Les changements linguistiques observables en français attribuables au superstrat francique sont à la fois phonétiques, lexicaux et syntaxiques.Leur importance « distingue fortement le français des autres langues romanes » et explique en partie la précocité de la langue française par rapport aux autres langues romanes, même si l'ensemble des langues romanes a reçu directement du latin vulgaire (par emprunt) un certain nombre de germanismes.

##### Phonétique
L'influence des parlers germaniques sur le latin vulgaire parlé en Gaule du nord a aussi eu des conséquences phonétiques, avec notamment l'apparition de nouveaux phonèmes inexistants (particulièrement au niveau du système vocalique; e, eu, u, o ouvert) ou disparus du latin vulgaire. Ainsi, un phonème /w/ apparait avec les emprunts de termes au germanique, mais qui va aussi se substituer au /v/ du latin vulgaire à l'initiale de quelques mots d'origine latine, différenciant en cela le français des autres langues romanes, y compris l'occitan. Ainsi le bas latin vespa va-t-il devenir *wespa en gallo-roman septentrional, pour aboutir à guêpe en français central "francien" (attesté sous la forme wespe chez Marie de France en 1180, dialectal we[s]pe, wesse en wallon, devenu parfois vêpe plus tardivement), tout comme gué, gui, goupil « renard », etc. De même, le phonème /h/ « expiré » (par une fricative vélaire sourde [χ] ou par une spirante laryngale) apparait avec l'emprunt de mots germaniques, mais comme le cas précédent, par contamination de mot d'origine latine, par exemple haut, influencé par le vieux bas francique *hauh ou *hôh équivalent. Aujourd'hui, ce phonème est réduit au h graphique dit « aspiré », destiné à empêcher la liaison avec la voyelle du terme précédent. D'autres influences phonétiques plus ténues sur le lexique sont perceptibles dans un mot comme puits par exemple. Si le terme était issu directement du latin pŭtĕus, il aurait normalement abouti à *poiz (attesté en toponymie. cf. it. pozzo, esp. pozo, oc. potz), il est vraisemblable que l'ancien français puiz emprunte son ui au vieux bas francique *putti (cf. vieux saxon putti, ancien néerlandais putte, le germanique passant lui-même pour un emprunt au latin), le t final, purement graphique, « latinise ».
La prononciation voit le renforcement de l'accent tonique d'intensité en milieu de mot ; ceci a eu pour conséquence l'amuïssement ou la chute de la voyelle finale, et la diphtongaison des voyelles longues en milieu de mot (phénomène attesté à partir du VIe siècle) : murus > murs (masculin singulier), murum > mur (accusatif singulier) ; máre > *maer > mer ; rosa > rosa (prononcé [rozë]). Ceci entraîne l'assourdissement des consonnes finales : grande> grant (d'où la prononciation [t] dans « grand homme » en français moderne).
On observe la (ré)introduction du [y] (ü) : parmi les langues romanes, ce phonème existe également en occitan ainsi que dans certains dialectes gallo-italiques et rhéto-romans et il n'est pas possible de dire s'il s'agit là d'une influence de substrat ou de superstrat.
Le h « aspiré » est la trace d'un ancien [h] prononcé. Ce phonème existait en latin, mais en a disparu assez tôt. Il réapparaît sous l'influence francique en gallo-roman septentrional. Ainsi le retrouve-t-on dans hache, haine, haïr, halles, harnais, hêtre, héron, etc. Cette prononciation du [h] s'est atténuée au cours de l'ancien français, pour disparaître totalement vers le XVIe siècle, sauf dans certains dialectes d’oïl où elle subsiste encore comme en wallon liégeois. Au niveau de l'écriture, les scribes omettaient souvent de noter le h initial. Un h initial graphique a été réintroduit peu à peu au cours des siècles suivants, notamment à partir du XVIe siècle, soit par souci étymologique dans les mots d'origine latine (par ex. ome < lat. hominem > homme, alors que on issu de l'étymon homo, ne prend pas de h ; cf. italien uomo), soit pour interdire la liaison et noter le hiatus dans les mots principalement d'origine germanique (par ex. harnais, hutte, etc.), ou encore pour faciliter la lecture, ainsi, pour éviter de lire v dans certains termes commençant par u (écrit jadis v également), on le fait précéder d'un h qui n'a ni valeur étymologique, ni valeur phonétique, par exemple dans les mots huile (ancien français oile < lat. oleum), huis (ancien français us, uis < bas lat. ūstium), huit (ancien français oit < latin octo), etc.
La consonne [w], disparue du latin vulgaire, apparait dans les mots d'origine francique et se mue en [gw] dans un premier temps, pour aboutir à [g] en français moderne (et dans d'autres langues romanes) : guerre, gâcher, garder, gaulois / Gaule, alors que les dialectes de langue d'oïl septentrionaux (normand septentrional, picard, wallon, champenois, bas-lorrain, bourguignon) conservent ce [w] germanique qui a pu passer ultérieurement à [v]. À noter qu'inversement et au stade du gallo-roman, certains termes d'origine latine avec [v] initial sont passés à [w] sous l'influence de mots germaniques analogues (contrairement aux autres langues romanes en général) : goupil, guêpe, guiche, gué, gui, gaine...

##### Lexique
Introduction de mots ayant un rapport avec :
- la guerre ou la conquête : butin, effrayer, éperon, épieu, galoper, garder, gars/garçon (frq. *wrakjo « exclu, scélérat »), guerre (frq. *werra), guet, hache, heaume, maréchal, sénéchal, taper, trêve ;
- le droit : échevin (frq. *skabin), gage (frq. *waddi), saisir (frq. *sakōn « saisir un tribunal »)
- les fêtes et institutions : bannir, baron, danser (frq. *dansōn « tirer »), fief, rang ;
- les sentiments : émoi, épanouir, haïr, honte, orgueil ;
- les vêtements : broder, coiffe, écharpe, étoffe, gant, haillon, housse, lice, moufle, poche ;
- la nourriture : broyer, cruche, flan, gâteau, gaufre, soupe ;
- le corps : babines, crampe, guérir, hanche, lécher, rider, téton, tomber, trépigner ;
- la faune : brème, chouette, épervier, esturgeon, hanneton (frq. *hana « coq »), hareng, héron, mulot, caille, crapaud ;
- la flore : alise (frq. *alisa « aulne »), garance, guigne, hêtre, houx, osier, roseau, saule, troène, cresson, tilleul ;
- la vie rurale : gerbe, blé, jardin, haie, bois, forêt, troupeau - les Francs étaient davantage agriculteurs et chasseurs que citadins ;
- les édifices, meubles : banc, beffroi, fauteuil, halle, loge, maçon, salle ;
- les outils : alène, hotte, houe, louche, tamis, tuyau
- les couleurs : blanc, bleu, blond, brun, fauve, gris, guède ;
- quelques adverbes : trop (même origine que troupe), guère[27] (frq. *waigaro « beaucoup ») ;
- plusieurs verbes du 2e groupe tels que ; affranchir, ahurir, choisir, guérir, haïr, honnir, jaillir, lotir, rafraîchir, ragaillardir, tarir, etc.
- généralement tous les mots en h aspiré et en g(u) dur (haine, guerre).

La dérivation lexicale :
- - Suffixes
- -ard, propre au français, ancien français -art, du francique hard (« dur ») : chauffard, trouillard, criard. Ce suffixe produit des mots péjoratifs d'une intensité réelle et est encore productif dans la langue moderne.
- -aud (ancien français -alt, du francique -ald, forme réduite de -wald en fin de nom) de nature péjorative, n'est par contre plus productif pour créer de nouveaux mots, cependant il s'est confondu avec le suffixe latin -ot à cause de l'érosion consonantique (Il est devenu homophone) et de la proximité de sens.
- masculins -ois, ais, ancien féminin -esche proviennent généralement du francique -isk comme dans français < françois < frankisk (cf. all. fränkisch, angl. frankish), anglais < anglois < anglisk (cf. all. englisch, angl. English). Il s'est confondu avec le suffixe -ais/aise (espagnol és, italien -ese) issu du latin populaire -e(n)s(is).
- -ange (voir anglais ou néerlandais -ing, allemand -ung) par l'intermédiaire des dialectes d'oïl du Nord : boulange/boulanger, vidange (du verbe vider), mélange/mélanger (du verbe mêler).
- ancien suffixe -enc (de -ing comme le précédent) > -an/and, rare, dans les mots chambellan, cormoran, paysan, merlan ainsi que tisserand, flamand, etc. Il s'est confondu parfois avec -ant d'où l'alternance graphique paysan / jadis également paysant (Cf. anglais peasant) ou encore -anum > -ain, chambellan / jadis également chamberlain (Cf. anglais chamberlain). Ne pas confondre avec -an < -ano issu des mots empruntés à l'italien comme artisan.
  - Préfixes :
- mé(s)- de *missi- ne subsiste que dans quelques mots (mésentente, mégarde, méfait, mésaventure, mécréant, mépris, méconnaissance, méfiance, médisance) et n'est plus utilisé de façon spontanée dans la création de nouveaux mots (voir anglais misunderstand, mistake, miscarry, allemand miss-).
- for- / four- de *fĭr- (cf. allemand ver- au sens négatif) qui s'est confondu avec la préposition d'origine latine fors (anc. franç. foers, fuers), hors de, du lat. fŏris. : forcené (anc. franç. forsené sur sen < germ. *sinnu, bon sen(s), intelligence, direction, confondu avec le latin sensus, sens. cf. assener) ; (se) fourvoyer, forban, etc.

On recense plusieurs centaines de mots concrets d'origine germanique. En revanche, il est remarquable que très peu de mots abstraits germaniques figurent dans cette liste (citons besoin, besogne, harangue, hâte, honte).
Peu de mots scandinaves arrivent en français, par l'intermédiaire du normand : agrès, carlingue, cingler, duvet, guichet, joli, homard, turbot et vague.

##### Syntaxe
Il est probable que la syntaxe germanique ait eu une influence dans la formation du français, mais sa portée exacte reste moins aisée à déterminer que celle du lexique ou de la phonétique.
La présence systématique d'un pronom sujet devant le verbe (attestée dès les Serments de Strasbourg) est comparable à celle des langues germaniques, exemple : « je vois », « tu vois », « il voit », alors que le pronom sujet est facultatif - fonction du paramètre pro-drop - dans les autres langues romanes (comme dans l'occitan vesi, veses, vei, l'espagnol veo, ves, ve). Le pronom « on » (de (h)om/homme), propre au français, pourrait lui aussi être un calque du germanique (allemand mann/man, néerlandais man/men, danois mand/man et voir Loi des nasales spirantes ingvaeoniques). L'inversion « sujet/verbe > verbe/sujet » pour former les interrogations, se rencontre dans les langues germaniques mais pas dans les langues romanes, sauf en français.
L'ordre des mots dans le syntagme nominal : en latin, l'adjectif épithète précède le substantif dans la phrase « normale », c'est-à-dire sans intention marquée du locuteur. Par contre, la postposition de cette épithète dénote la volonté du locuteur de mettre en relief ce même adjectif en lui donnant sa signification primitive et concrète, par exemple : urbanus praetor « un préteur spirituel » ≠ praetor urbanus « un préteur urbain » Ce cas est exactement parallèle au français moderne un grand homme et un homme grand. De manière générale, l'ordre du latin classique était l'ordre complément - complété (déterminant - déterminé) qui a été remplacé à l'époque romane par l'ordre complété - complément (déterminé - déterminant), modification qui se retrouve dans toutes les langues romanes. La situation du français est cependant plus complexe : si l'ordre des mots dans la langue moderne se rapproche de ce qu'il est dans les autres langues romanes (à part les cas où l'adjectif est obligatoirement placé avant le substantif en français : « grande table », etc.), il n'en va pas tout à fait de même à l'époque médiévale où l'adjectif se trouve systématiquement placé avant le substantif, c'est le cas pour tous les adjectifs de couleur et les adjectifs de nationalité par exemple : les blanches mains (cette formulation étant aujourd'hui purement stylistique et réservée à la poésie) ou encore la danesche langue « la langue danoise ». Jacques Allières souligne : « Il n'est pas exclu que la syntaxe germanique (cf. anglais a red flower, allemand eine rote Blume, comme ancien français une roge flor) ait exercé une influence de superstrat contraire à la tendance romane, et concordant avec l'usage latin. » Cet ordre des mots qui rejoint pourtant celui du latin classique est sans doute même davantage redevable à l'influence du superstrat germanique, puisqu'il est même une donnée importante pour distinguer les composés toponymiques du nord de la France de ceux du domaine occitan et dans une moindre mesure ceux du nord du domaine d'oïl de ceux du sud de ce même domaine, par exemple le type Neufchâtel, Neufchâteau du nord qui s'oppose au type Châteauneuf, Castelnau plus au sud. Cette opposition correspond précisément à la répartition des appellatifs d'origine germanique au nord (voir toponymie française) et leur absence au sud. L'antéposition de l'adjectif de couleur s'observe encore dans certains dialectes d’oïl comme à l'ouest du Nord Cotentin où un chat noir par exemple, se dit eun neir cat ou encore dans le wallon on noer tchet.
De plus, la syntaxe germanique exerça également une influence assez importante, comme l'atteste le fait de faire placer le sujet après le verbe lorsqu'un complément ou adverbe précède celui-ci. Par exemple : l'endemain manda le duc son conseil pour « le duc appela le lendemain son conseil ». Tous ces faits illustrent que la germanisation de la « langue romane rustique » fut très considérable au point où les langues d'oïl prendront des aspects très différents des autres langues issues du latin, notamment au sud où les langues occitanes sont restées plus proches du latin.
Possiblement, en ancien français, la conservation d'un suffixe nominatif sujet (un -s étymologiquement issu du latin dans li mur-s « le mur », li fil-s « le fils ») absent du latin vulgaire et des autres langues romanes.

#### Graphie
Aussi, les minuscules de l'alphabet dit latin sont en fait la variante nord-européenne / germanique de l'alphabet des Romains. L'alphabet que les Romains utilisaient n'avait pas de minuscules, et correspondait aux seules majuscules (A, B, C…). Charlemagne unifia l'écriture de l'Europe du Nord et celle du Sud en combinant les deux (le Sud n'utilisait encore que l'alphabet romain), d'où le double alphabet majuscules/minuscules. C'est d'ailleurs pour cette raison qu'on appelle parfois les minuscules l'« écriture caroline » (carol-, de Carol(us Magnus) « Charlemagne »). Le Nord germanique a toujours su créer de nouvelles lettres (w, j, Þ, ð, ø ; il y a aussi le k peu présent en latin mais répandu dans le Nord et en ancien français), alors que le sud a toujours été plus conservateur et préfère l'ajout d'accents à des lettres existantes (ç, é, è, à, ñ, ô, ã, etc.) ou la combinaison de lettres pour transcrire un seul son (« ch », « ph », il y a aussi les combinaisons françaises « eu », « ou » (digrammes), ou encore « qu » là où « k » pourrait être utilisé).

### Gallo-roman, roman ou très ancien français
Les Serments de Strasbourg en 842 sont souvent considérés comme l'« acte de naissance de la langue française »
« Pro deo amur et pro christian poblo et nostro commun saluament, dist di in auant, in quant deus sauir et podir me dunat, si saluarai eo cist meon fradre Karlo et in aiudha et in cadhuna cosa, si cum om per dreit son fradra saluar dist, in o quid il mi altresi fazet, et ab Ludher nul plaid nunquam prindrai, qui meon uol cist meon fradre Karle in damno sit »
— extrait des Serments de Strasbourg (842) :
On y observe une langue largement détachée de la langue mère latine ; certains de ses traits phonétiques et syntaxiques sont communs aux langues romanes en gestation, tandis que d'autres caractéristiques sont déjà celles de ce qui allait devenir le français.
L'influence du latin est visible au niveau de la syntaxe, c'est-à-dire dans la position d'un substantif expansion d'un substantif : Pro deo amur, celle du germanique est probable dans la place de l'adjectif mis avant le nom : christian poblo et la graphie : présence du k (Karle, « Charles ») et du dh (ex : aiudha > ancien français aïe « aide » ; cadhuna > ancien français chaün, cheün « chaque ») qui transcrit le d interdental (le th sonore anglais). Il ne s'est pas encore, à cette époque, complètement amuï, ce qui constitue une caractéristique du français par rapport aux autres langues romanes.
Ici l'écriture caroline (les minuscules modernes) est employée. Elle n'existait pas au début de l'ère chrétienne (on n'utilisait alors que les majuscules actuelles) ; ainsi la lettre « v » s'écrivait « V » en majuscule et « u » en minuscule, et transcrivait aussi bien la consonne [v] ou la voyelle [y] (le « u » français ou le ü allemand). La différenciation V/v et U/u n'apparaitra que bien plus tard.

## DuIXeauXIIIesiècle: ancien français
Pendant la période du Xe au XIIIe siècle, les locuteurs appelaient leur langue le « roman/romanz/romance », puis franceis vers les XIIe – XIIIe siècles.

### Rayonnement de l'ancien français
La période qui s'étend de la fin du XIe au début du XIVe siècle correspond à une période de rayonnement du français médiéval, cependant le cas anglais est à distinguer du reste de l'Europe.
En effet, le français, principalement sous sa forme normande, s'introduit en Angleterre dans le sillage de la conquête de ce pays en 1066 par Guillaume le Conquérant. Il donnera naissance à l'anglo-normand, un dialecte d’oïl, très proche de l'ancien français et qui ne s'éteindra qu'au XIVe siècle, laissant dans le vocabulaire de l'anglais une empreinte profonde, notamment dans le vocabulaire et qui aboutit, dans certains cas, au remplacement systématique du terme vieil anglais par son équivalent roman, exemples :
- vieil anglais ea « rivière » (vieux norrois ā) ≠ anglais river, emprunt à l'anglo-normand rivere, variante de l'ancien français riviere
- vieil anglais earm « pauvre » (allemand arm) ≠ anglais poor, emprunt à l'anglo-normand pore (normand paur, dialectal pour)
- vieil anglais ierfe « héritage » (allemand Erbe) ≠ anglais heritage, emprunt à l'anglo-normand ou à l'ancien français heritage
- vieil anglais lyft « air » (allemand Luft) ≠ anglais air, emprunt à l'anglo-normand air
- vieil anglais hæleð / helið « héros » (allemand Held) ≠ anglais hero emprunt au moyen français hero, heroes ou directement au latin heros
- vieil anglais here-toga « chef, général » (allemand Herzog « duc ») ≠ anglais chief, general, (duke), emprunts à l'anglo-normand ou à l'ancien français
- vieil anglais ðeod, ðiod « peuple, nation, tribu » (allemand deut-sch), folc, même sens (allemand Volk) ≠ anglais people, nation, tribe, etc.

L'érudit florentin Brunetto Latini écrit en langue d'oïl son Livre du Trésor, vers 1265, et s'en explique en déclarant que c'est là la « parlure plus délectable et plus commune à toutes gens ». Le chroniqueur vénitien M. da Canale assure, à la fin du XIIIe siècle, que « la langue française court le monde ».

### Emprunts lexicaux de l'ancien français à des langues étrangères
Le français comme les autres langues s'est constamment enrichi d'apports lexicaux étrangers. Les principales langues sources d’emprunt sont le latin, le grec ancien, l'italien (près de 1 500 mots) et l'anglais (environ 300 mots).

#### Latin
On distingue les emprunts au latin médiéval des emprunts au latin classique. Ce dernier reste une source contemporaine d'enrichissement lexical. Les emprunts directs au latin, dit « emprunts savants » relativisent la langue et provoquent souvent la création de doublets ou doublons : frêle / fragile ; grêle / gracile ; colombe (voir le dérivé colombage) / colonne ; etc.

#### Autres langues
Langues d'oc, Aquitain, Proto-Basque, Gasco, Occitans, Catalan, etc. à replacer dans leur temporalités.

##### Scandinave
À la faveur de l'implantation de populations nordiques et d'un certain bilinguisme dans quelques pays de Normandie, un certain nombre de vocables issus du vieux norrois (et du vieil anglais) pénètrent l'idiome roman local, avant de se transmettre pour partie à l'ancien français, qui s'enrichit d'environ 50 mots issus de cette langue, principalement des termes maritimes : agrès (< a- + greiði), carlingue (< kerling), cingler (anc. sigler < sigla), crabe (< krabbi), crique (< kriki), dalot (< dœla + -ot), équiper (< skipa), étrave (< stafn), flot (< flóð), gréer (< greiða), guindeau (< vindáss), hauban (< hőfuðbenda), havre (< hafn), houle (< hol), hune (< húnn), orphie (< hornfiskr), quille (< kilir) , raz-[de-marée] (< rás), tillac (< þilja), etc., mais aussi plus généraux comme bite (< bíta), hanter (< heimta), mare (< marr), nanti(r) (< nám), guichet (< vík + -et), regretter (< re + gráta / grētan), etc.

##### Arabe
L'ancien français a peu emprunté directement à la langue arabe, contrairement à d'autres langues européennes, et contrairement au français moderne qui a emprunté directement au contact de populations arabophones à l'époque de la colonisation (toubib, oued, etc.). Cependant environ 270 mots ont une origine arabe, ils sont généralement entrés dans le français par l'intermédiaire du latin médiéval, de l'italien, ou dans une moindre mesure, de l'espagnol ou d'une autre langue. L'Empire arabe s'accompagne d'un développement des lettres, des sciences et des arts. Le latin médiéval y puise notamment des mots scientifiques (en particulier dans le domaine de la médecine, de l’alchimie, des mathématiques et de l’astronomie) et des termes issus de la civilisation des Maures :
- par l'intermédiaire du latin médiéval : 
  - alambic (< lat. alembicus < ar. al-'ǎnbīq) ;
  - alchimie (< vfr. alkemie < lat. alchymia < ar. al-kīmĭyā’ « pierre philosophale » < grec tard. khêmeia « transmutation du métal ») ;
  - algèbre (< lat. algebra < ar. al-djǎbr « contrainte, réduction ») ;
  - amiral (< lat. amīrālis, admīrāllus < tronqué de l'ar. ’amīr al-baḥr « commandant des mers ») ;
  - échecs (< lat. scacus < ar. ǎš-šāh māt « le roi est mort » ; croisé avec vfr. échec « butin », d'origine frq.) ;
  - élixir (< lat. elixir (vitae) < ar. al-'iksīr < grec xērion) ;
  - momie (< lat. mumia < ar. mūmǐyā’ < mūm « cire ») ;
  - nuque (< lat. nuc(h)a < ar. nŭhā‘ « moelle épinière ») ;
  - raquette (< lat. rasceta < ar. rǎhǎh « paume ») ;
  - sirop (< lat. syrupus, sirupus < ar. šǎrāb « boisson ») ;
  - zénith (< lat. zenith < v.esp. zenit < cacographie de *zemt < tronqué de l'ar. sǎmt ǎr-rǎ’s « chemin au-dessus de la tête »).
- par d'autres voies :
  - azur (< v.esp. azur, azul < ar. lāzaward, lāzuward « lapis-lazuli » < pers. laǧvard, lāžvard < sanskt. rājāvarta « frisure du roi ») ;
  - calibre (< v.ital. calibro < ar. qālib « forme pour chaussures ») ;
  - chiffre (< ital. cifra « chiffre » < ar. ṣifr « vide, zéro ») ;
  - gazelle (< ital. gazella < ar. ġǎzālǎh) ;
  - goudron (< vfr. catran, gotran peut-être par l'intermédiaire du lat. méd. catranum, avec altération inexpliquée de ca- en go(u)- < ar. d'Égypte qǎṭrām) ;
  - hasard (< esp. azar < ar. pop. az-zahr « dé à jouer ») ;
  - jupe (< sicil. jupa « pourpoint d'homme » < ar. djǔbbǎh « vêtement long en laine ») ;
  - zéro (< ital. zero < v.esp. < ar. ṣifr)[35].

Le développement du commerce des grandes cités italiennes avec des pays de langue arabe, enrichit la langue française en termes liés à ces activités commerciales : 
- arsenal, avarie (< italien génois avaria) ;
- camphre (< latin médiéval camphora < italien canfora) ;
- coton (< italien cotone) ;
- douane (< ancien italien doana, dovana),
- magasin (< italien magazzino) ;
- matelas (< italien materasso) ;
- orange (< italien arancia) ;
- sucre (< italien zucchero)[27],[35], etc.

### Œuvres principales
- IXe siècle, Séquence de sainte Eulalie (vers 880)
  - Buona pulcella fut Eulalia / Bel auret corps bellezour anima / Voldrent la ueintre li d[õ] inimi / Elle nont eskoltet les mals conselliers / Quelle d[õ] raneiet chi maent sus en ciel,
- Xe siècle, La Vie de saint Léger (vers 980) :
  - Domine Deu devemps lauder / Et a sos sancz honor porter. / In su’amor cantomps dels sanz / Quœ por lui augrent granz aanz,
- XIe siècle, Vie de Saint Alexis (vers 1040) :
  - De la dolour que demenat li perdre / Grant fut la noise si l'entendit la medre : / La vint corant com feme forsenede, / Battant ses palmes, cridant, eschevelede,
- XIIe siècle, Chanson de Roland (vers 1170) :
  - Seignurs baruns, a Carlemagnes irez ; / Il est al siege a Cordres la citet. / Branches d’olives en voz mains porterez, / Ço senefiet pais e humilitet,
- XIIe siècle, Alexandre de Bernay, Roman d'Alexandre (vers 1185) :
  - Li mengiers est tous pres, que li quieu l’ont hasté, /Puis sont li siege fait et li tapit geté. / Li chevalier s’assieent qant il orent lavé / Et on lor a le vin en hanas apporté,
- XIIe – XIIIe siècle, Jehan Bodel, Brunain la vache au prestre (fabliau ; entre 1165 et 1210) :
  - Nus hom mouteploier ne puet / Sanz grant eür, c’est or del mains. / Par grant eür ot li vilains / Deus vaches, et li prestres nule. / Tels cuide avancier qui recule,

## AuxXIVeetXVesiècles: moyen français
Cette langue de transition entre le français ancien et moderne a duré du XIVe au XVe siècle. Les XIVe et XVe siècles se caractérisent par des bouleversements importants. Le XIVe siècle est marqué par la grande peste et par la guerre de Cent Ans, qui entraîne une désorganisation des institutions.
Pour cette période, le Livre des merveilles du monde de Jean de Mandeville est important sur le plan linguistique. Ce livre qui raconte le voyage en Chine de l'auteur, est un manuscrit édité à 250 exemplaires dans différentes langues.
Au XIVe siècle, Les Enseignemenz, livre de recettes, écrit entre 1304 et 1314 recommande : « Por blanc mengier — Se vos volez fere blanc mengier, prenez les eles e les piez de gelines e metez cuire en eve, e prenez un poi de ris e le destrempez de cele eve, puis le fetes cuire a petit feu, e puis charpez la char bien menu eschevelee e la metez cuire ovec un poi de chucre. » Au XVe siècle, François Villon écrit le Lais ou le Petit Testament vers 1456 : « Le regart de celle m’a prins / Qui m’a esté felonne et dure / Sans ce qu’en riens j’aye mesprins, / Veult et ordonne que j’endure / La mort, et que plus je ne dure. »

## DuXVIeauXVIIIesiècle: français classique

### Néologisme foisonnant
La Renaissance se produit en France avec un siècle de retard par rapport à l'Italie. Pendant la Renaissance, la société cultivée continue d'apprendre et d'employer le latin et le grec ancien dans les universités. Pour la première fois dans notre langue, les emprunts lexicaux au grec se font directement et non par l'intermédiaire du latin et les néologismes helléniques sont fréquents dans le domaine des sciences et de la politique. On observe une relatinisation avec création de très nombreux doublets lexicaux. Ainsi, par exemple, au mot populaire cheville s'adjoint le mot médical clavicule tous deux issus du latin classique clavicula. Dans la satire de François Rabelais sur les latinismes de l'écolier limousin, cinq mots sont attestés pour la première fois dans notre langue : célèbre, génie, horaire, indigène et patriotique.
L'italien, rayonnement culturel oblige, donne lieu à de nombreux emprunts lexicaux (environ 2 000 mots). Citons parmi tant d'autres balcon, banque, caleçon, pantalon, douche, escalier, concert, carnaval, carrosse, façade, frégate, négoce, courtisane, moustache, sonnet, caresse, spadassin, sentinelle, caporal, brave. Le philologue Henri Estienne se moque de tous ces emprunts dans Deux dialogues du nouveau français italianisé et autrement déguisé entre les courtisans de ce temps en 1578, dans lequel il s'adresse aux lecteurs et tutti quanti.
Clément Marot, fasciné par la Renaissance en Italie, importe en France la règle de l'accord du participe passé utilisée dans la langue italienne.
L'espagnol, pour les mêmes raisons, nous donne bandoulière, bizarre, fanfaron, mascarade et surtout les mots venus du Nouveau Monde comme tabac, patate, cacao, chocolat alors que le portugais nous lègue ananas venu du Brésil et mangue venu de la langue de Malabar.
Outre ces emprunts, le français foisonne alors de mots nouveaux et les auteurs de Pléiade (dont Du Bellay qui publie en 1549 Défense et illustration de la langue française afin de promouvoir sa langue) créent de nouveaux modes de formation avec juxtaposition adjectivale (doux-utile, aigre-doux), verbale (ayme-musique), la formation de noms à partir d'infinitifs (tels que le chanter, le mourir, le vivre, le savoir), la suffixation ou préfixation (contre-cœur, nombreux diminutifs comme mignonelette, doucelette, etc.) dont certains éléments n'existent pas de façon autonome : monologue n'est pas un mot grec mais un mot français de la Renaissance ! La logique de Port-Royal correspond à des travaux en logique en rapport avec la linguistique, par les jansénistes Antoine Arnauld et Claude Lancelot.

### Codification

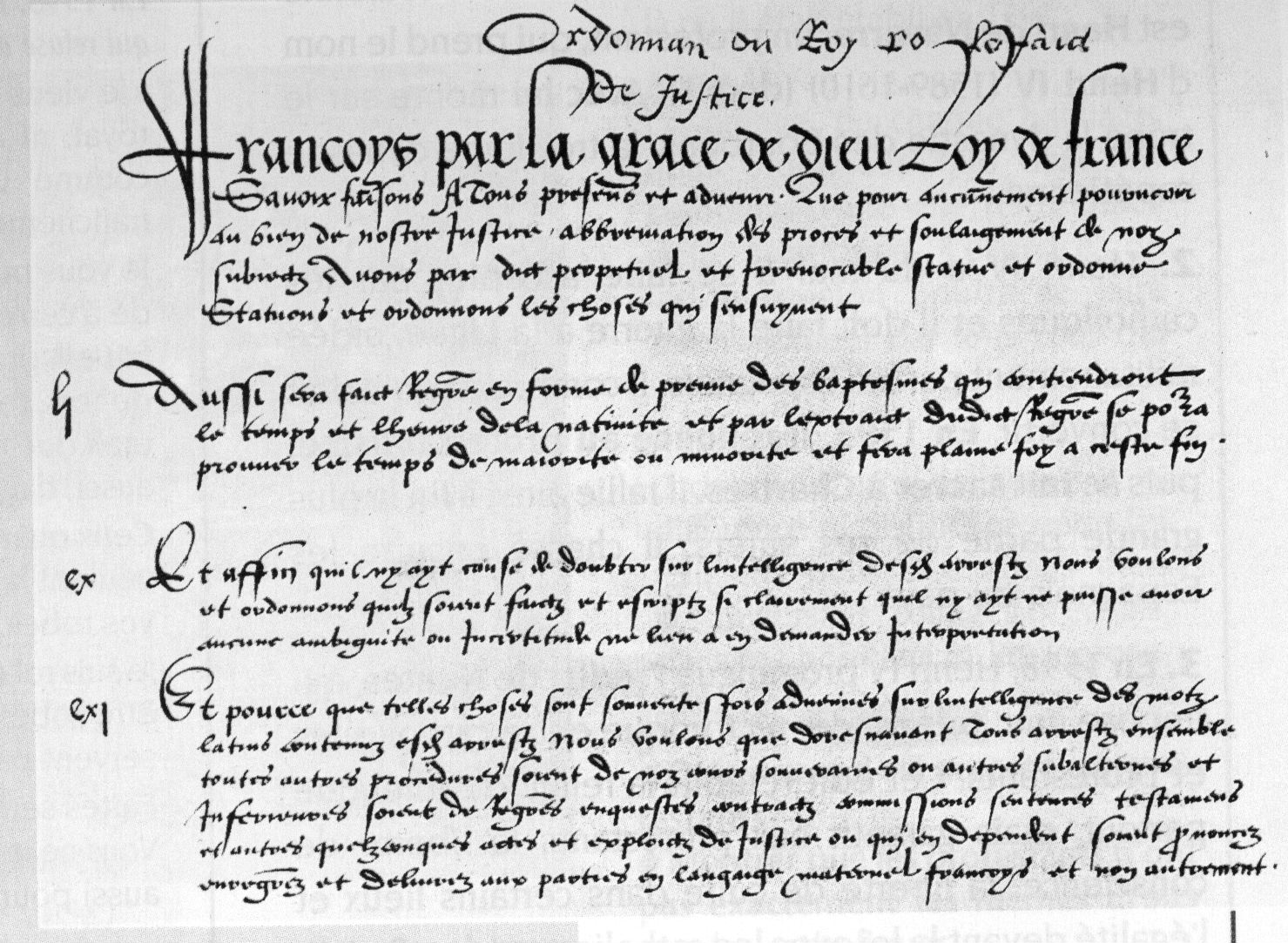
L'une des pages de l'ordonnance de Villers-Cotterêts

À Aoste est rédigé en 1532 le premier acte notarié en français. Dans le contexte des États de Savoie, les procès-verbaux officiels de l'Assemblée des États, puis du Conseil des Commis, passent du latin au français dès 1536, soit trois ans avant qu'en France,,.
En France, la langue française acquiert un statut officiel définitif, illustré par l'ordonnance de Villers-Cotterêts de 1539, qui impose le français comme langue du droit et de l'administration. Le droit doit être écrit en français et plus en latin. Dans le sud du royaume, cette mesure porte le coup de grâce à l'usage juridique et administratif de l'occitan, qui était déjà en recul depuis deux siècles.
Avec l'imprimerie, grande invention de la Renaissance, et la diffusion du savoir — un besoin de codification — les grammairiens, les lexicographes, les théoriciens de la langue, les linguistes prennent de l'importance. Le premier Dictionnaire françoislatin, celui de Robert Estienne, est publié en 1539. Moins d'un siècle plus tard, en 1635, la création de l'Académie française consacre l'effort de codification, défense et illustration de la langue française (pour reprendre le titre du célèbre ouvrage de Joachim du Bellay publié en 1549). Paradoxalement, il s'est ensuivi une latinisation de la graphie d'après l'étymon latin supposé ou réel (ex : doit devenant “doigt” pour le rapprocher du latin digitus, pié devenant “pied” qui se rapproche de pedis ou, par erreur, pois devenant “poids” pour le rapprocher de pondus, alors qu'il est issu de pensum) et un appauvrissement du lexique, à la suite d'une purge du vocabulaire, plus particulièrement des mots d'origine non latine, promu par les auteurs et les écrivains de renom ayant reçu une formation des milieux religieux devenus les seuls tenants de la langue latine (ecclésiastique). Épurer et discipliner la langue française a été notamment l’œuvre de la vie de François de Malherbe, supprimant notamment les vocables provinciaux ou les mots techniques. Plusieurs des mots tombés en désuétude avaient été empruntés auparavant par l'anglais et sont pour la plupart toujours en usage dans cette langue. Le janséniste Claude Lancelot écrit en 1660 la célèbre Grammaire de Port-Royal, texte normatif fondamental pour la langue française. C'est dans ce contexte de codification que s'est développé le courant littéraire de préciosité qui utilise à foison les métaphores et périphrases, crée de nombreux néologismes.

### Rayonnement culturel et géographique
De 1604 à 1759, quelques milliers de Français venant de différentes régions de France colonisèrent la Nouvelle-France et adoptèrent alors rapidement une langue commune pour bien se comprendre, soit le français parlé par l'administration royale, les fonctionnaires et les officiers de l'armée et de la marine. En outre, les émigrés étaient essentiellement des citadins de la France du nord, c'est-à-dire Paris et grand ouest, et ils étaient plus ou moins compétents en français. Enfin, environ la moitié des filles du roi étaient originaires de l'Île-de-France, région d'origine du français. Cela faisait dire qu'on parlait presque aussi bien français dans la colonie, qu'à Paris : « Tous ici tiennent pour assuré que les gens du commun parlent ordinairement au Canada, un français plus pur qu'en n'importe quelle Province de France et qu'ils peuvent même rivaliser avec Paris »,. C'est ici que les Français québécois, acadien et terre-neuvien prennent leur origine.
En Europe, le français devient progressivement la langue diplomatique et remplace le latin dans les traités entre États. Le traité d'Utrecht (1713) entre l'Espagne, la Grande-Bretagne et la France et le traité de Rastatt (1714), conclu entre Louis XIV et Charles VI, ont été rédigés en langue française.

## À partir duXVIIIesièclejusqu'à nos jours: le français moderne

### Nationalisation et internationalisation de la langue française
À la veille de la Révolution française, on estime qu'un quart seulement de la population française parle français, le reste de la population parle des langues régionales.
Au nord ce sont principalement les parlers d'oïl, au sud les parlers d'oc, ainsi que le breton, le basque, le catalan, le francoprovençal, le flamand, l'alsacien, le francique lorrain entre autres. L'unification du français débutée par Talleyrand et continuée par Jules Ferry a pour but de créer une seule langue française sur tout le territoire français. Si le français s'impose assez vite dans les régions où l'on parle des dialectes de langue d'oïl et du francoprovençal, des méthodes très coercitives sont employées afin d'éliminer le breton, l'occitan, le catalan, le basque, le corse, l'alsacien, etc. (notamment des humiliations physiques sur les jeunes élèves, voir Vergonha).
Dans son rapport de juin 1794 l'abbé Grégoire révéla qu'on ne parlait «exclusivement» le français uniquement dans « environ quinze départements » (sur 83). Il lui paraissait paradoxal, et pour le moins insupportable, de constater que moins de trois millions de Français sur 28 parlaient la langue nationale, alors que celle-ci était utilisée et unifiée « même dans le Canada et sur les bords du Mississippi ».
Le décret du 2 thermidor an II (20 juillet 1794) impose qu'à compter du jour de sa publication, nul acte public ne pourra, dans quelque partie que ce soit du territoire français, être écrit qu'en langue française.
En revanche, le français est couramment pratiqué dans toutes les cours européennes. En 1685, Pierre Bayle peut ainsi écrire que le français est « le point de communication de tous les peuples de l'Europe ».
Le français est alors la langue de la diplomatie mais également un puissant vecteur dans les domaines de l'art, des sciences et des techniques. On lit Rabelais dans le texte en français de Moscou à Lisbonne.
Au XVIIIe siècle, le français est la langue véhiculaire de l'Europe.
Cette période perdure jusqu'à l'émergence d'un concurrent au même rôle, l'anglais. Le mouvement intellectuel, culturel et scientifique du siècle des Lumières en Angleterre, principalement dans le domaine de la politique et de l’économie, apporte en retour des mots de la langue anglaise tels que bifteck, brick, budget, cabine, club, coke, grog, humour, importer, meeting, punch, redingote, spleen.
La cour anglaise a pratiqué longtemps le français en mémoire des fondateurs de la couronne moderne. La guerre de Cent Ans a mis un terme à cet usage (1362), mais aujourd'hui encore, toutes les devises royales anglaises sont en français : « honni soit qui mal y pense » au premier chef, « Dieu et mon droit », moins souvent cité, également. De nos jours encore, une loi votée par le Parlement de Westminster ne sera promulguée qu'une fois que la sanction royale aura été communiquée au Parlement par les mots Le Roy le veult ou pour certaines lois par une formule légèrement différente, mais toujours en français (quoique prononcé à l'anglaise) dans le texte. L'anglais courant garde lui aussi une forte empreinte de français et les dernières études menées sur ce thème évaluent à environ 29 % la part du français dans le lexique anglais moderne (voire pour certains jusqu'à 70 %).
Le français s'est toujours écrit au moyen de l'alphabet latin, enrichi depuis le XVIe siècle par des diacritiques dont l'écriture et l'utilisation ne seront réglées qu'à partir du XVIIIe siècle.
Sur le plan national, la Révolution va au-delà de l'ordonnance de Villers-Cotterêts (1539) puisque les Jacobins imposent le français comme « Langue universelle des Lumières » et, par conséquent, comme langue maternelle obligatoire pour tous. L'usage des patois et dialectes devient alors synonyme de « régression sociale », comme réminiscence de l'Ancien Régime, de même que l'usage du latin. La Révolution apporte son lot de vocabulaire administratif recensé dans le Supplément contenant les mots nouveaux en usage depuis la Révolution du Dictionnaire de l’Académie publié en 1798 : si les noms des mois et des jours du calendrier républicain ne sont plus utilisés, d'autres se sont imposés : are, carmagnole, cocarde, département, école normale, guillotine, hectare, kilogramme, kilomètre, litre, préfet, sans-culotte.

### Enrichissement et simplification de la langue française
Au XIXe siècle, les Romantiques s'opposent au français classique. Afin d'enrichir leurs œuvres, ils utilisent aussi bien les mots « nobles » que les mots « bas ». À la fin du XIXe siècle, les écrivains réalistes empruntent le nouveau lexique dû à la révolution industrielle (termes des moyens de transport : tunnel, rail, wagon, tender, tramway, steamer ; de la médecine : analgésique, hydrothérapie, homéopathie, etc.). La codification se poursuit : le Dictionnaire de la langue française d'Émile Littré en 1873 reflète un état de la langue française classique et du bon usage littéraire entre le XVIIe siècle (grand siècle que le dictionnaire privilégie) et le XIXe siècle. Le Grand dictionnaire universel du XIXe siècle de Pierre Larousse en 1876 est un outil utilisé aussi bien par les écoliers que les adultes.
Parallèlement, l'Académie française continue son travail : en 1835, elle publie la sixième édition de son Dictionnaire. Une nouvelle fois, les simplifications sont nombreuses. Par exemple, j’avois devient j’avais ; enfans (qui jusque-là perdait le t au pluriel) s’écrit  enfants, etc. En 1935, elle publie la huitième édition de son Dictionnaire. On y voit apparaître des modifications comme grand-mère remplaçant grand'mère. En 1990, l'Académie française et les instances francophones publient le rapport de 1990 sur les rectifications orthographiques. Bien qu'officiellement recommandées, il faut par exemple attendre 2008 pour que ces modifications soient clairement encouragées dans l'enseignement en France.
La mondialisation s'intensifie dans les années 1970 avec la prédominance de l'influence de la culture américaine, ce qui entraîne un grand emploi de la langue anglaise : vocabulaire des machines (tank, bulldozer, tanker, scooter, jeep), du spectacle et de l’information (prime time, show, star, crooner, show-biz, hit-parade, live, zapping, interviewer, casting, top model), de l'économie (cash flow, data, money), de l'Internet (click, firewall, hardware). Cela pousse l'État français à réagir. Le 7 janvier 1972, le gouvernement français promulgue le décret no 72-9 relatif à l’enrichissement de la langue française, prévoyant la création de commissions ministérielles de terminologie pour l’enrichissement du vocabulaire français. Le 4 août 1994, à la suite de la loi de 1975, est promulguée la loi dite loi Toubon qui tend à imposer l'utilisation du français dans nombre de domaines (affichage, travail, enseignement, etc.) particulièrement dans les services publics.

## Évolution de la graphie et du statut du français à travers l'histoire
L'histoire du français et de son orthographe comporte de nombreuses réformes. De tout temps, l'orthographe du français a subi de nombreuses rectifications, mais l'habitude littéraire d'adapter les ouvrages dans l'orthographe officielle du moment nous donne une impression de continuité que la langue française écrite n'a en fait jamais eue.
On peut définir à peu près cinq états de la langue française, qui est passée progressivement de l'un à l'autre ; dans les exemples ci-dessous, l'orthographe est celle des éditeurs et non celle des auteurs. Jusqu'au XIXe siècle, l'orthographe normalisée du français, qui s'établit lentement à partir du XVIe siècle, reste très variable. D'autres découpages sont possibles et ne sont que des moyens de situer un texte par rapport à l'état de la langue. En voici un exemple concret à travers ces trois versions d'un même texte, le début de La Grenouille qui veut se faire aussi grosse que le bœuf de Jean de La Fontaine (« Pourquoi ? », sur orthographe-recommandee.info) :
- Édition originale (XVIIe siècle) :
  - Une Grenoüille vid un Bœuf, 
Qui luy sembla de belle taille.
Elle qui n'estoit pas grosse en tout
comme un œuf […]
- Édition de 1802 :
  - Une grenouille vit un bœuf
Qui lui sembla de belle taille.
Elle, qui n'étoit pas grosse en tout
comme un œuf […]
- Orthographe d'aujourd'hui :
  - Une grenouille vit un bœuf
Qui lui sembla de belle taille.
Elle, qui n'était pas grosse en tout
comme un œuf […]

La manière de classer les états de la langue ne s'appuie pas seulement sur sa grammaire, mais aussi sur son orthographe.
Exemples d'évolutions phonétiques complètes :
| Latin     | Proto- roman | IXe siècle     | XIIe siècle         | XVe siècle  | XVIIIe siècle | XXIe siècle     |
| --------- | ------------ | -------------- | ------------------- | ----------- | ------------- | --------------- |
| PĔDE-     | *'pɛde       | /pieð/         | /pieθ/ pied         | /pie/       | /pie/         | /pie/ pied      |
| MATŪRU-   | *ma'turo     | /ma'ðyr/       | /mə'yr/ meür        | /myr/       | /myʀ/         | /myʀ/ mûr       |
| SCŪTU-    | *(i)s'kuto   | /es'kyð(o)/    | /es'ky/ escu        | /e'ky/      | /e'ky/        | /e'ky/ écu      |
| SÆTA-     | *'sɛta       | /seiðə/        | /seiə/ seie         | /soiə/      | /swɛə/        | /swa/ soie      |
| FEMINA-   | *'femina     | /femnə/        | /femmə/ femme       | /fãmə/      | /fam(ə)/      | /fam/ femme     |
| HŎMINE-   | *'omine      | /omnə/         | /ommə/ homme        | /õmə/       | /ɔm(ə)/       | /ɔm/ homme      |
| BĔLLU-    | *'bɛllos     | /bɛłs/         | /bɛaus/ beaus       | /be'au/     | /bə'o/        | /bo/ beaux[57]  |
| HABĒRE    | *a'bere      | /a'veire/      | /a'voir/ avoir      | /a'vwɛr/    | /a'vwɛʀ/      | /a'vwaʀ/ avoir  |
| IŪDICĀTU- | *d͡ʒudi'kato  | /d͡ʒy'd͡ʒieð(o)/ | /ʒy'ʒie/ jugié      | /ʒy'ʒe/     | /ʒy'ʒe/       | /ʒy'ʒe/ jugé    |
| CŎLLŌCĀRE | *kollo'kare  | /koł't͡ʃier(e)/ | /ku't͡ʃier/ couchier | /ku'ʃie(r)/ | /ku'ʃe/       | /ku'ʃe/ coucher |